# Bromelia lindevaldae
Bromelia lindevaldae là một loài thực vật có hoa trong họ Bromeliaceae. Loài này được Leme & Esteves mô tả khoa học đầu tiên năm 2003.